# Vladas Česiūnas
Vladislavas Adol'fovič Česiūnas, detto Vladas (Vyšnialaukis, 15 marzo 1940 – 16 gennaio 2023), è stato un canoista sovietico, dal 1990 lituano.

## Palmarès

### Olimpiadi
- 1 medaglia:
  - 1 oro (Monaco di Baviera 1972 nel C2 1000 metri)

### Mondiali
- 6 medaglie:
  - 4 ori (Tampere 1973 nel C2 10000 metri; Città del Messico 1974 nel C2 1000 metri; Città del Messico 1974 nel C2 10000 metri; Belgrado 1975 nel C2 10000 metri)
  - 1 argento (Tampere 1973 nel C2 1000 metri)
  - 1 bronzo (Belgrado 1971 nel C1 1000 metri)